# Stauffer (Oregon)
Stauffer az Amerikai Egyesült Államok északnyugati részén, Oregon állam Lake megyéjében, a U.S. Route 20-tól délre elhelyezkedő kísértetváros.

## Története

### Charles Stauffer
Az első telepesek a Homestead Acts hatályba lépését követő évben, 1910-ben érkeztek. Charles Albert és Maude Stauffer, valamint kilenc gyermekük Nebraskából érkeztek. Stauffer lett a posta vezetője, valamint ő utalta ki az új telepesek földjeit, emellett 1914-ben Stauffer Enterprise néven hetilapot indított.
1918-ban Bill Brown juhlopásért feljelentette Stauffert, aki állítása szerint az állatokat szintén magáénak tudó Perry állományára vigyázott. A bíróság Stauffert ártatlannak ítélte, aki hamis vád miatt ötvenezer (később tízezer) dollárt követelt Browntól; az ügyben eljáró bíró Brown javára döntött.
A Stauffer család 1919-ben Bendbe költözött, majd később halálukig Portlandben éltek.

### Megalapítása
Az első telepesek a faanyagra várva sátrakban éltek, vagy borókából építettek lakóházat. Élelem félévente érkezett Bendből; a kocsiig tartó út megtételére irányonként hat napra volt szükség.
A lakosok veteményeskertet és állatállományt tartottak fenn, emellett vadásztak; a nyúlvadászat fontos közösségi esemény volt. Otthonaik díszítésére a közeli tanúhegyről származó obszidiánt használták fel.

### Infrastruktúra
A posta 1913. szeptember 13-án nyílt meg. A lakosok által választott Lost Creek nevet az egyezőség miatt elutasították, így Charles Stauffer nevét választották. A településen a postán kívül egyetlen középület, az egy tanteremmel rendelkező iskola volt, amelynek tanítója Alice Brookings, a posta későbbi vezetője volt. A hivatalt 1917-ben Stauffer lakóházába költöztették.

### Elnéptelenedése
A vízhiány és a telenkénti akár -32 °C miatt a telepesek gyors elvándorlásnak indultak. Ugyan 1916-ban már hetente kétszer kézbesítették a küldeményeket, a lakosságszám gyorsan csökkent. Az 1918-as választáson már csak tízen voksoltak; a szavazólapokat Charles Stauffer és Fred Donovan kézbesítették a 140 kilométerre fekvő Lakeview-ba.
1922-ben a Bend és Stauffer közötti 110 kilométeres postai kézbesítési útvonalon mindössze 25 család élt. A következő évtizedben a tanulói létszám csökkent; 1934-re öt, 1935-re pedig kettő diák maradt; távozásukkal az iskola bezárt. Az önálló posta szintén ezen évben szűnt meg, azonban a hamptoni hivatal kirendeltsége 1950-ig fennmaradt.
Az 1943-ban a második világháborúra felkészítő hadgyakorlaton több mint százezer katona vett részt.
Az utolsó lakos az 1950-es években távozott; 1977-ben mindössze néhány épületrom maradt fenn.

## Földrajz és éghajlat
A település a megye északkeleti határán, az Oregon-felföldön fekszik; megközelíteni a U.S Route 20-ról leágazó földúton lehet.
A közelben fekvő, 610 méter magas tanúhegy gazdag obszidián-lelőhely; a lakosok egykor ásványokat gyűjtöttek itt. A csúcson elolvadó hó a déli lejtőkön a települést övező völgybe érkezik.
A térség talaja vékony és lúgos. Évente mindössze 200–250 milliméter csapadék hull, ezért a növényzet mindössze fű- és zsályafélékből, valamint borókából áll.

## Fordítás
- Ez a szócikk részben vagy egészben  a   Stauffer, Oregon című angol Wikipédia-szócikk ezen változatának fordításán alapul.  Az eredeti cikk szerkesztőit annak laptörténete sorolja fel. Ez a jelzés csupán a megfogalmazás eredetét és a szerzői jogokat jelzi, nem szolgál a cikkben szereplő információk forrásmegjelöléseként.